# Léoncel
Léoncel ist eine französische Gemeinde mit 46 Einwohnern (Stand 1. Januar 2022) im Département Drôme in der Region Auvergne-Rhône-Alpes (vor 2016 Rhône-Alpes). Sie gehört zum Arrondissement Die (bis 2017 Valence) und zum Kanton Vercors-Monts du Matin. Die Einwohner werden Cellynois genannt.

## Geographie
Léoncel liegt etwa 34 Kilometer südwestlich von Grenoble. Das Gemeindegebiet gehört zum Regionalen Naturpark Vercors. Umgeben wird Léoncel von den Nachbargemeinden Beauregard-Baret im Nordwesten und Norden, Oriol-en-Royans im Norden und Nordosten, Bouvante im Nordosten und Osten, Omblèze im Südosten, Le Chaffal im Süden, Peyrus im Südwesten, Saint-Vincent-la-Commanderie und Barbières im Westen sowie Rochefort-Samson im Westen und Nordwesten.

## Bevölkerungsentwicklung
| Jahr                       | 1962 | 1968 | 1975 | 1982 | 1990 | 1999 | 2006 | 2013 | 2019 |
| -------------------------- | ---- | ---- | ---- | ---- | ---- | ---- | ---- | ---- | ---- |
| Einwohner                  | 96   | 87   | 83   | 73   | 67   | 55   | 47   | 66   | 51   |
| Quellen: Cassini und INSEE |      |      |      |      |      |      |      |      |      |

## Sehenswürdigkeiten
- Zisterzienserkloster Léoncel, 1137 gegründet, 1790 aufgelöst, seit 1840 Monument historique

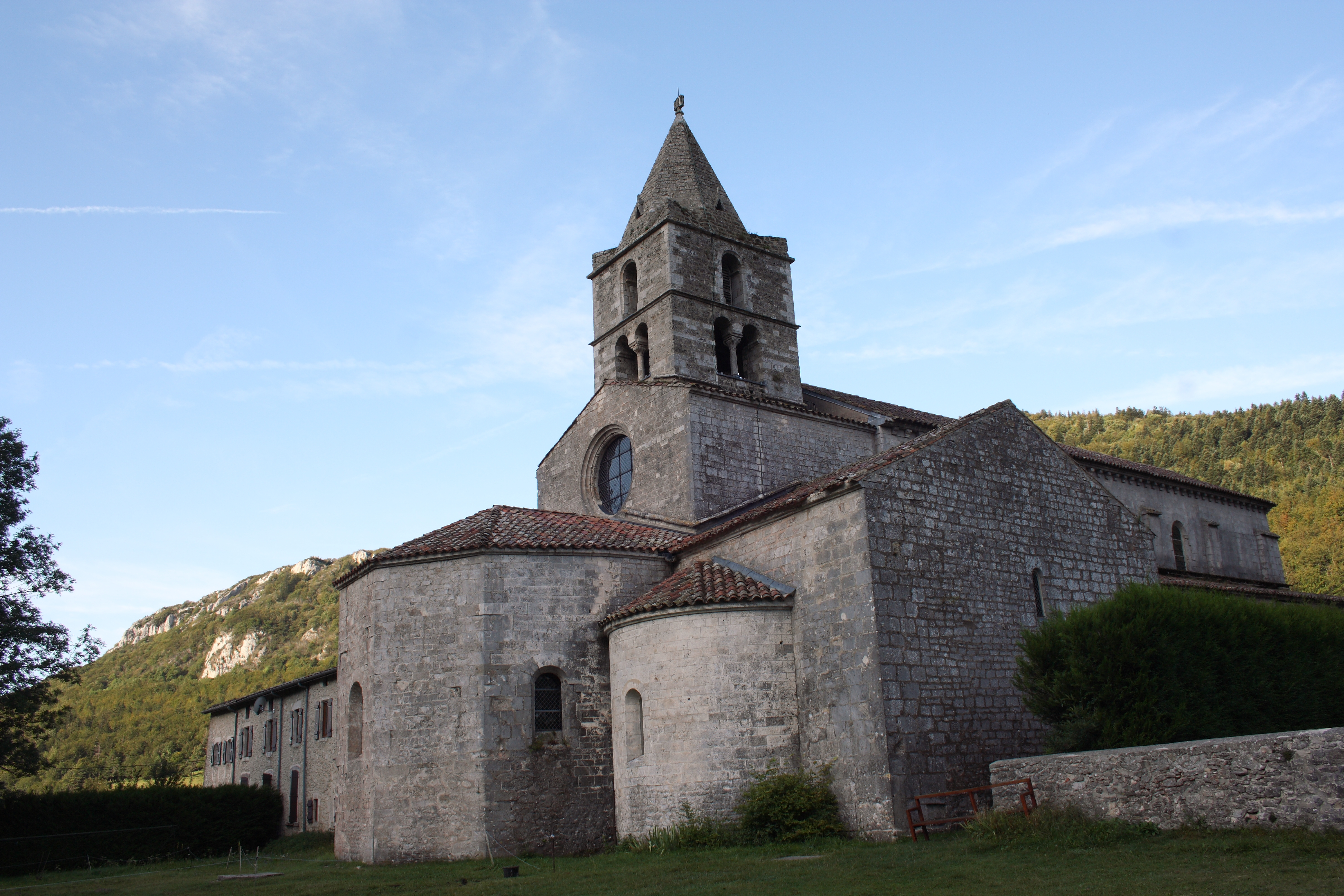
Kloster Léoncel